# Erestönkű laskagomba
Az erestönkű laskagomba (Pleurotus cornucopiae) a laskagombafélék családjába tartozó, Eurázsiában honos, fatörzseken élő, ehető gombafaj.

## Megjelenése
Az erestönkű laskagomba kalapja 4-12 cm széles, alakja fiatalon kissé domború, majd kiterül, közepe bemélyed, végül tölcséressé válik. Széle hullámos, idősen beszakadozhat. Felülete fiatalon fehéren hamvas, később sima. Színe fehéres krémszínű, sárgás vagy halvány okkerbarna. Szaga gombaszerű, néha kissé ánizsos; íze kellemes, nem jellegzetes. 
Lemezei mélyen lefutók, vékony erezet formájában végigfuthatnak a tönkön egészen a tövéig. Színük fehér, krémszínű, néha rózsaszínes árnyalattal; idősen halványbarna.  	
Spórapora fehér vagy halvány krémszínű. Spórája ellipszis vagy megnyúlt ellipszis formájú, sima, mérete 7-10,5 x 3,5-5 µm.
Tönkje 5 cm magas és 1-2,5 cm vastag. Elhelyezkedése aszimmetrikus. Színe fehér. Csoportos gomba és sokszor több tönk összenő a tövévél és közösen csatlakozik az aljzathoz. 

### Hasonló fajok
A szintén ehető késői laskagombával vagy az ördögszekér-laskagombával lehet összetéveszteni.  

## Elterjedése és termőhelye
Európában és Ázsiában honos. Magyarországon nem gyakori.
Lombos erdőkben él, a legyengült vagy korhadó fatörzsek anyagát bontja. Csoportosan fordul elő. Áprilistól júliusig terem. 
Ehető gomba. Japán kutatók szerint kivonata csökkenti a magas vérnyomást és védi a májsejteket a toxikus hatásokkal szemben.

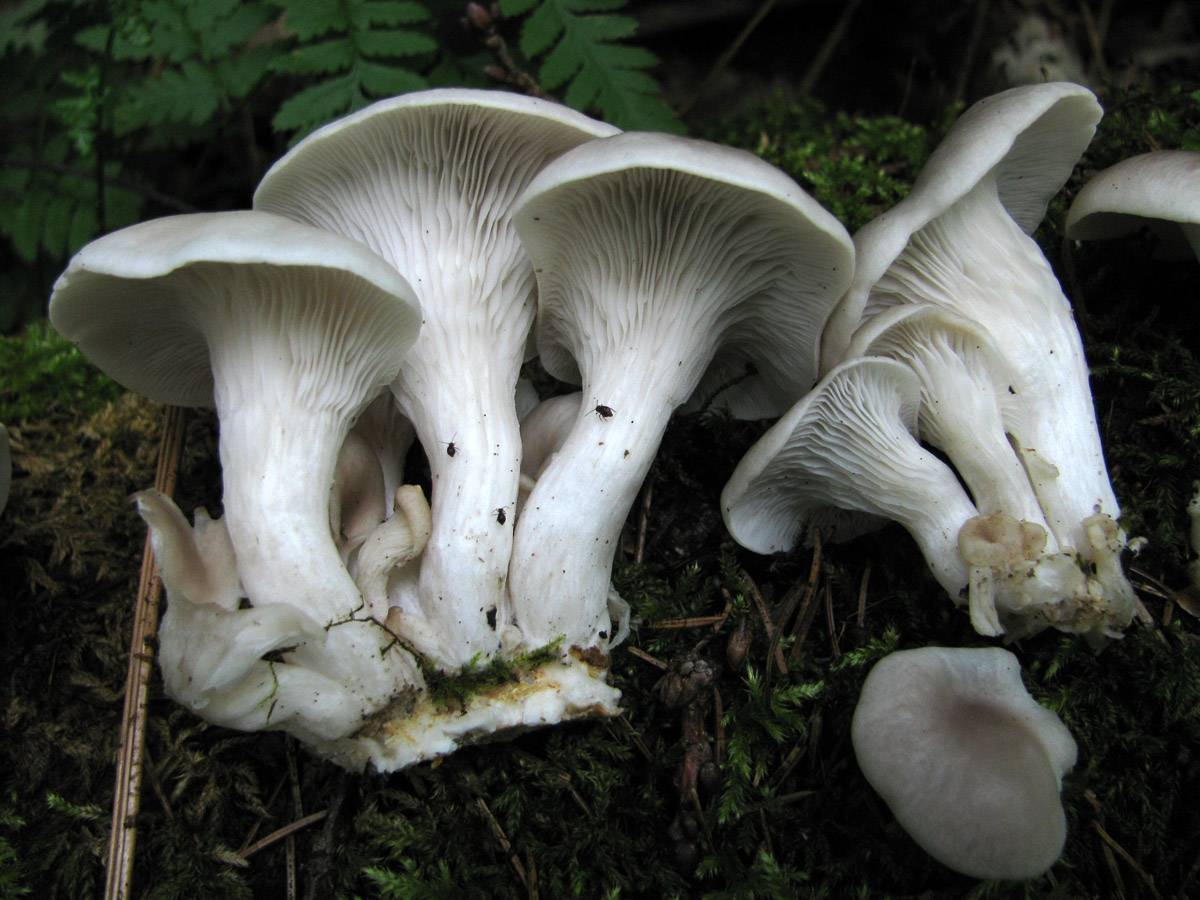
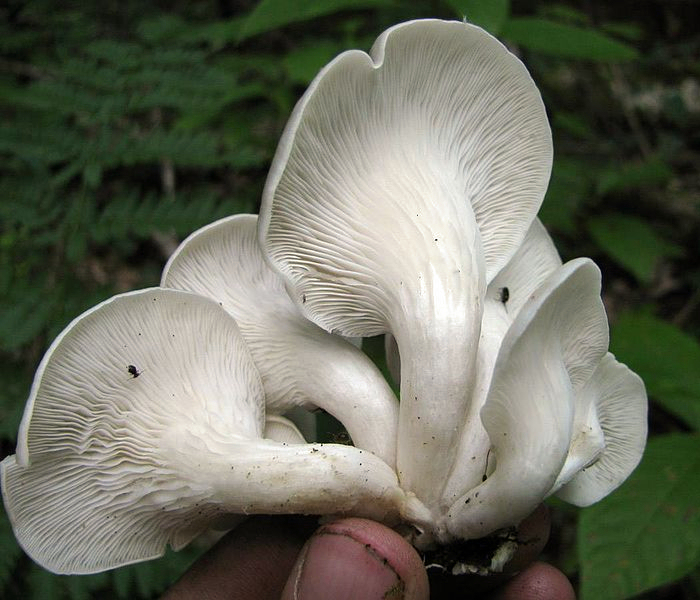
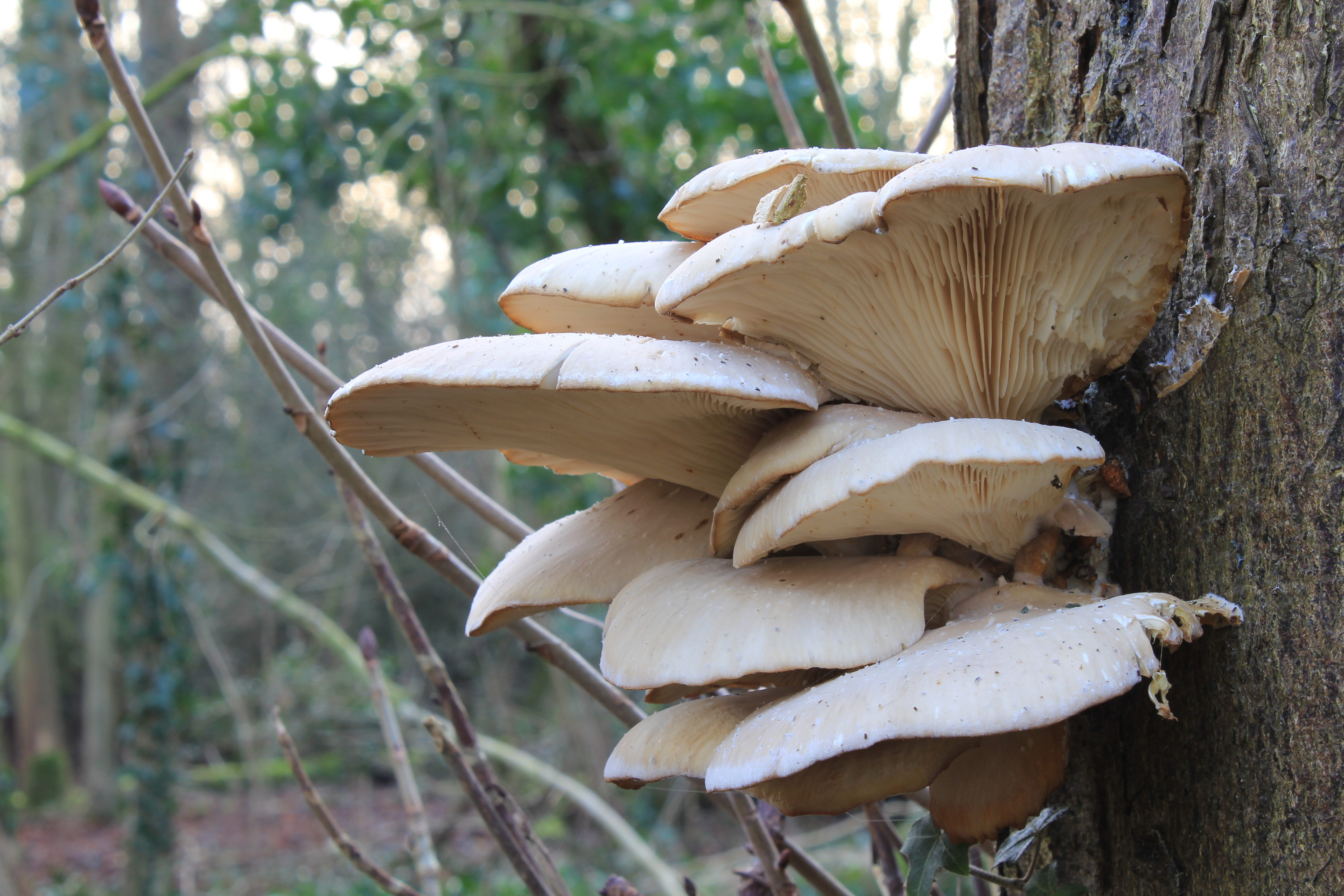
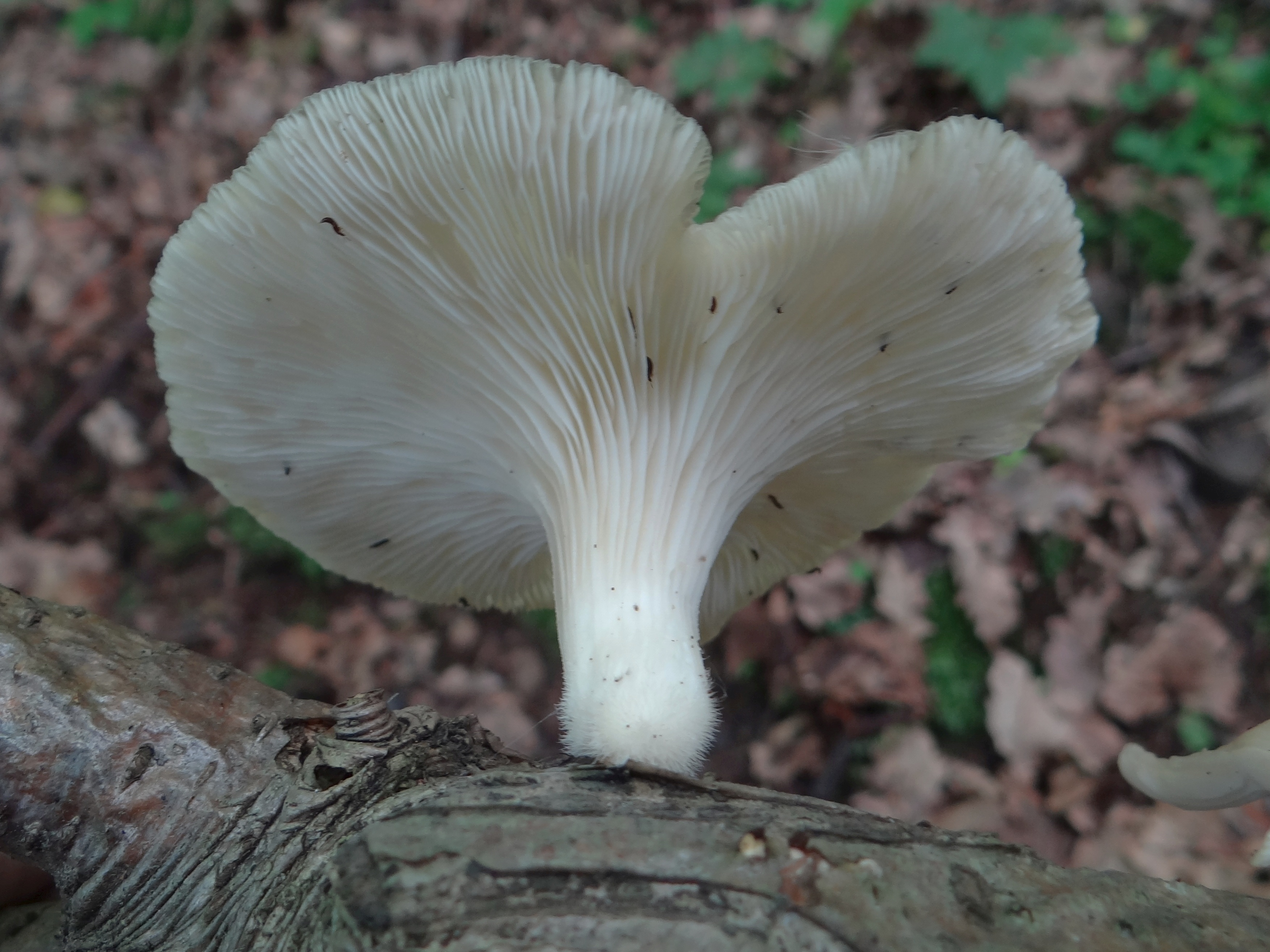
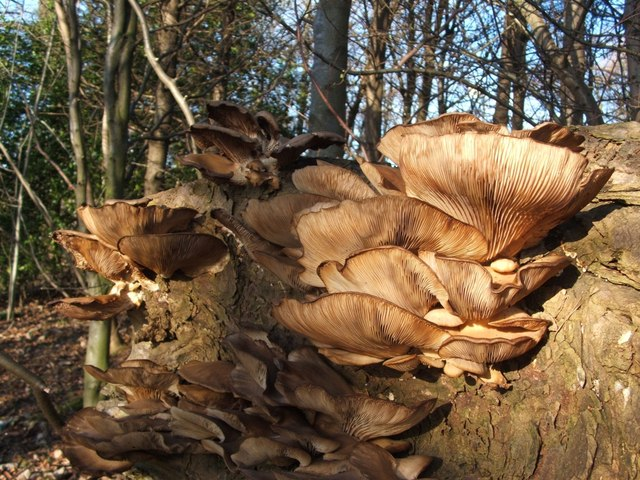